# 9931 Herbhauptman
9931 Herbhauptman là một tiểu hành tinh kiểu S thuộc vành đai chính. Nó quay quanh Mặt Trời mỗi 3.67 năm. Nó được xếp vào nhóm Nysa.
Được phát hiện ngày 18 tháng 4 năm 1985 bởi Antonín Mrkos ở đài thiên văn Klet, tên chỉ định của nó là "1985 HH". Nó được đổi tên sau đó là "Herbhauptman" theo tên của Herbert A. Hauptman.